# Adalgisel
Adalgisel ou Adalgis (Adalgyselus ducis en bas-latin) était un duc franc et un maire du palais d'Austrasie de 634 à 639.

## Biographie
Il est nommé maire du Palais entre décembre 633 et janvier 634 en même temps que Sigebert III était nommé roi d'Austrasie. Avec l'aide de Cunibert, évêque de Cologne, il se comporte comme régent du jeune roi. Adalgisel, Cunibert, et Sigebert avaient été nommés par Dagobert Ier. Il apparait également en 634 comme témoin du testament d'Adalgisel Grimo, diacre à Verdun, probablement son oncle. Cette filiation en ferait un cousin relativement proche des premiers Arnulfiens et Pépinides.
À la mort de Dagobert Ier, en 639, Sigebert III nomme Pépin de Landen comme maire du palais, puis, à la mort de ce dernier en 640, il nomme Otton, son précepteur. Vers 643, Radulf, duc de Thuringe nommé par Dagobert en 633, se révolte. Adalgisel et Grimoald Ier mènent l'armée contre l'insoumis, mais leurs troupes sont battues, et ils sont contraints de concentrer leurs troupes pour protéger la vie du jeune roi. Plus tard, Sigebert fait tuer Otton pour placer Grimoald comme maire du palais, mais on ignore le sort d'Adalgisel.
Selon la chronique de Frédégaire, il serait mort dans la bataille contre Radulf. Un Adalgisel est cité dans plusieurs actes postérieurs, en 644 dans une donation du roi Sigebert, dans une autre donation du roi en faveur des abbayes de Stavelot et de Malmédy; toutefois il est difficile de dire s'il s'agit du même ou d'un homonyme.
Il a probablement eu pour fils :
- Bodogisel (ou Bobo), qui accompagne son père dans l'expédition contre Radulf, puis est cité comme nobilissimus vir en 693 et en 702.
- Ragenfrid, domestique en 694.